# 表達式

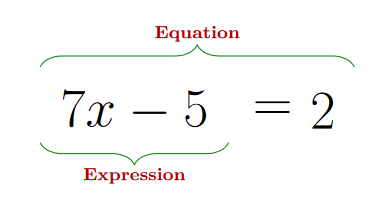
在方程式7x − 5 = 2中，等号两侧既均是表达式。

表达式（expression）此处是数学表达式（mathematical expression）的简称，在数学领域中是一些符号依据上下文的规则，有限而定义良好的组合。数学符号可用于标定常量、变量、操作、函数、括号、标点符号和分组，帮助确定操作顺序以及有其它考量的逻辑语法。
表达式随语境或不同领域学科也称：表示式、数学式、运算式（operation expression）、表式、陳式、算式；数学术语若是复合词，表达式也常简作“式”；例如：代数式（algebraic expression）、渐近式（asymptotic expression）。

## 范例
表达式有简单的，例如：
{\displaystyle 0+0}
{\displaystyle 8x-5}   （线性多项式）
{\displaystyle 7{{x}^{2}}+4x-10}   （二次多项式）
{\displaystyle {\frac {x-1}{{{x}^{2}}+12}}}   （有理分式）
也有复杂的：
{\displaystyle f(a)+\sum _{k=1}^{n}\left.{\frac {1}{k!}}{\frac {\operatorname {d} \!^{k}}{\operatorname {d} \!t^{k}}}\right|_{t=0}f(u(t))+\int _{0}^{1}{\frac {(1-t)^{n}}{n!}}{\frac {\operatorname {d} \!^{n+1}}{\operatorname {d} \!t^{n+1}}}f(u(t))\,\operatorname {d} \!t.}

## 各種表達式的分類列表
數學表達式的各種形式包括了算術、多項式、代數、閉合形式和解析的表達式。下表列出了這些種類中所可能包含的元素。
| 论 编      | 算式 | 多項式 | 代數式 | 閉合形式 | 解析式 | 數學表達式 |
| ---------- | ---- | ------ | ------ | -------- | ------ | ---------- |
| 常量       | 是   | 是     | 是     | 是       | 是     | 是         |
| 變數       | 是   | 是     | 是     | 是       | 是     | 是         |
| 四则运算   | 是   | 是     | 是     | 是       | 是     | 是         |
| 階乘       | 是   | 是     | 是     | 是       | 是     | 是         |
| 整數指數冪 | 否   | 是     | 是     | 是       | 是     | 是         |
| N次方根    | 否   | 否     | 是     | 是       | 是     | 是         |
| 有理數冪   | 否   | 否     | 是     | 是       | 是     | 是         |
| 實數指數冪 | 否   | 否     | 否     | 是       | 是     | 是         |
| 對數       | 否   | 否     | 否     | 是       | 是     | 是         |
| 三角函數   | 否   | 否     | 否     | 是       | 是     | 是         |
| 反三角函数 | 否   | 否     | 否     | 是       | 是     | 是         |
| 双曲函数   | 否   | 否     | 否     | 是       | 是     | 是         |
| 反双曲函数 | 否   | 否     | 否     | 是       | 是     | 是         |
| Γ函数      | 否   | 否     | 否     | 否       | 是     | 是         |
| Bessel函数 | 否   | 否     | 否     | 否       | 是     | 是         |
| 特殊函數   | 否   | 否     | 否     | 否       | 是     | 是         |
| 连分数     | 否   | 否     | 否     | 否       | 是     | 是         |
| 級數       | 否   | 否     | 否     | 否       | 是     | 是         |
| 形式幂级数 | 否   | 否     | 否     | 否       | 否     | 是         |
| 微分       | 否   | 否     | 否     | 否       | 否     | 是         |
| 極限       | 否   | 否     | 否     | 否       | 否     | 是         |
| 積分       | 否   | 否     | 否     | 否       | 否     | 是         |

## 語法與語義

### 語法
表達式是一個句法結構，它必須具有良好定義的形式。表達式中的運算符必須在正確位置有正確的輸入數，組成這些輸入的字符必須是有效的，具有明確的運算次序等。違反語法規則的字符，不會構成有效的數學表達式。例如，在一般算術符號中，表達式 1 + 2 × 3 是形式良好的，而下面的表達式则不是：
{\displaystyle \times 4)x+,/y}.

### 語義
表達式的語義是對語句意義的研究，邏輯語義學是關於所傳達的意義。在代數中，可用表達式指定一個值；而這個結果值取決於對式中變量所賦予的值，經由附加語義的運算符操作後以確定該值。語義的選擇則根據表達式的上下文。同一個表達式 1 + 2 × 3 可能會有不同結果（依算數慣例的結果為7，也可能是9），這取決於上下文中隱含的運算次序。
語義規則可以聲明某些表達式並無指定值（例如，當它們除以0時）；對這表達式稱為未定義，但它們仍然以良好的形式表現出來。廣義來說，表達式的意義並不侷限於指定值；例如，表達式可用於指定條件，表示要被求解的方程，或將其視為可根據某些規則而操作的對象。有指定值的表達式同時也代表了有假設前提，例如與运算符{\displaystyle \oplus }有關的假設前提，會指定一個內部的直接和（direct sum）。

### 形式語言和lambda演算
表達式和其賦值曾在1930年代由阿隆佐·邱奇和在其{\displaystyle \lambda }演算中被公式化。{\displaystyle \lambda }演算對現代數學和電腦程式語言的發展都曾有過重大的影響。
{\displaystyle \lambda }演算有著一個更有趣的推論，在某些情況之下，兩個表達式的等值與否是無法決定的。而且這個推論在任一和{\displaystyle \lambda }演算有同樣功用的系統內也都是成立的。

## 變量
許多數學表達式中包括變量，變量又區分為自由變量或約束變量兩種。對於自由變量賦值的一給定組合，進行對表達式的評估，然而這些賦值的某些組合在評估整句表達式後的結果，可能沒有定義。因此一個表達式表示一個函數，其輸入是賦予自由變量的值，其輸出是表達式的結果值。
舉例來說，表達式 {\displaystyle {\frac {x}{y}}}，分別使自由變數 {\displaystyle x} 和 {\displaystyle y} 定值為 {\displaystyle 10} 和 {\displaystyle 5}，其輸出為數字 {\displaystyle 2}；

但注意在 {\displaystyle y} 值為 {\displaystyle 0} 時，則這表達式沒有定義。
數學表達式的評估取決於上下文背景對式中運算符的定義，賦值的定义域和評估結果的域。如果兩個表達式之中的變量，對於它們賦值的每一種組合都產生相同的輸出，則這兩個表達式被認定為相等，即它們實為相同的函數。
例如，表達式 {\displaystyle \sum _{n=1}^{3}2nx} 有自由變數 {\displaystyle x}、約束變數 {\displaystyle n}、常數 {\displaystyle 1,2,3}、兩個內含的乘法算符和一個總和算符。

此一表達式和另一較簡單的表達式 {\displaystyle 12x} 相等。{\displaystyle x=3} 時的值為 {\displaystyle 36}。

## 外部連結
- Axiomatic Theory of Formulas - theory of expressions on high abstraction level.
- Plot mathematical expressions （页面存档备份，存于） this system plots math equations, graphs, diagrams, and even animated cartoons of transformation of math expressions and arithmetic operations. Knowledge of TeX not required.